# 大梵天王問佛決疑經
《大梵天王問佛決疑經》，又稱《問佛決疑經》，佛教經典，收入日本《卍續藏》第八十七冊中，分為一卷本與二卷本。此經記錄了禪宗拈花微笑的典故，流傳於日本。
中國歷代經錄與大藏經並未收錄此書，其譯者與譯出年代也不詳，傳入日本的時間、由誰傳入也不詳，佛教學者忽滑谷快天認為此經為可能是禪宗信徒在中國所偽作，寫作時間約在宋代《景德傳燈錄》之後。

## 歷史
《人天眼目》中記載，宋代王安石曾在皇宮中見到《大梵天王問佛決疑經》三卷本。除此記錄外，在中國沒有其他書籍曾提到此經。

## 考證
日本學者忽滑谷快天在《論大梵天王問佛決疑經》中，考證此經為偽作，寫作時間晚於《景德傳燈錄》。